# Миколаївський підпільний центр
«Микола́ївський це́нтр» (рос. «Николаевский центр») — підпільна антинацистська організація, що діяла в місті Миколаєві у роки Другої світової війни.

## Діяльність
Очолювана майором Віктором Лягіним-Корнєвим, організація виникла у грудні 1941 року. З представників окремих груп було обрано комітет у складі голови Павла Защука, Всеволода Бондаренка, Пилипа Комкова, Федора Воробйова та Василя Соколова. З метою конспірації, Віктор Лягін в комітет не входив, а натомість керував підпільними групами, до яких входили кількасот осіб.
Центр займався організацією диверсій, саботажем на промислових підприємствах, розповсюдженням листівок в місті і області та збором розвідувальних даних. Виконавцем більшості диверсійних операцій був Олександр Сидорчук. До наймасштабніших акцій «Миколаївського центру» належить вибух на німецькому аеродромі в районі пляжу «Стрілка». В результаті підриву зазнали руйнувань два ангари, було знищено 27 літаків, 25 авіамоторів і склад пального.
За час своєї роботи «Миколаївський центр» надрукував близько 15 тисяч листівок із закликом до боротьби проти окупантів, а також до знищення селянами худи і хлібу, аби вони не дістались ворогу. Усі листівки доставлялися в райони області та розповсюджувалися на фабриках і заводах, на базарах, у кіно, на біржі праці, у магазинах і просто наклеювалися на будинки. Окупаційною владою розповсюдження, зберігання і читання таких листівок часто каралися стратами.
У грудні 1942 року членів підпільного комітету було викрито і заарештовано, а керівництво на себе взяли члени розвідувальної групи Віктора Лягіна. У лютому наступного року більшість з них також була заарештована. У «Миколаївському центрі» залишилося близько 50 осіб, що продовжували підпільну боротьбу. 
Після розгрому керівного ядра член комітету Пилип Комков з групою підпільників переїхав до Херсона, звідки координував дії підпілля на Миколаївщині та Херсонщині. Після його загибелі восени 1943 року керівництво підпілля знову перемістилося до Миколаєва і діяло до визволення міста від окупантів в березні 1944 року.
Усього протягом 1942—1943 років було заарештовано 97 підпільників, з них 46 страчено, у тому числі Віктора Лягіна, Павла Защука, Федора Воробйова, Пилипа Комкова, Василя Соколова. Серед страчених також були двоє неповнолітніх учасників підпілля Шура Кобер та Вітя Хоменко. 29 підпільників були відправлені до концтаборів у Німеччині.
Незважаючи на низку недоліків і помилок в організації підпільної роботи, «Миколаївський центр» завдав нацистським військам відчутних втрат. За німецькими оцінками, матеріальні збитки від діяльності підпільників центру становили 50 мільйонів карбованців.

## Вшанування пам'яті
Велика кількість челнів організації була нагороджена орденами, більшість з яких надана посмертно. Віктору Лягіну у 1944 році посмертно присвоєно звання Героя Радянського Союзу. Матеріали, пов'язані з діяльністю «Миколаївського центру», зберігаються у Миколаївському військово-історичному музеї.
Іменами Віктора Лягіна, Павла Защука, Олександра Сидорчука, Пилипа Комкова було названо вулиці в Миколаєві. Ім'я Комкова носить також вулиця в Херсоні. 26 липня 2024 року розпорядженням начальника обласної військової адміністрації вулиці Лягіна, Сидорчука і Комкова були перейменовані. 
На честь членів організації встановлено пам'ятники і меморіальні дошки в Миколаєві та інших населених пунктах колишнього СРСР.

## В культурі
- Авраменко, О. І. Гінці з неволі: повість / О. І. Авраменко. — К. : Веселка, 1988. — 36 с.
- Ардаматский, В. И. «Грант» вызывает Москву: повесть / В. И. Ардаматский. — М. : Худ. литература, 1988. — 704 с. (рос.)
- Ардаматский, В. И. Они вступают в бой: отрывок из повести / В. И. Ардаматский. // Корабельная сторона. — Одесса, 1971. — С. 188—199. (рос.)
- Владимов, М. Нескорені: уривок з п'єси / М. Владимов, Е. Январьов // Корабельная сторона. — Одесса: Маяк, 1971. — С. 200—218.
- Дарда, В. І. Вибух на аеродромі: уривок із повісті / В. І. Дарда // В городе корабелов. — Одесса, 1989. — С. 163—171.
- Дарда, В. І. Лягін квапить: уривок із повісті / В. І. Дарда // Корабельная сторона. — Одесса, 1971. — С. 175—187.
- Дарда, В. І. Хлопці майора Кента: повість / В. І. Дарда. — К. : Рад. письменник, 1988. — 279 с.